# Климівський район
Климівський муніципальний район (рос. Климовский район) — адміністративна одиниця на південному заході Брянської області у Російській Федерації. Адміністративний центр — місто Климів.

## Географія
Річки району: Снов, Трубіж, Цята, Вага, Важиця, Шапарівка.

## Історія
Район розташований в межах колишнього Стародубського полку Гетьманщини та населений українцями. У 1917—1919 роках ця місцевість входила до складу УНР.
5 липня 1944 року Указом Президії Верховної Ради СРСР була утворена Брянська область, до складу якої, разом з іншими, був включений й Климівський район.
Протягом часу від 23 листопада 1944 року по 7 липня 1956 року, в результаті разукрупнення сільських районів, зі складу Климівського району було виведено декілька населених пунктів, з яких пізніше створено Чуровицький район.
Протягом часу від 14 січня 1963 року по 12 січня 1965 року, в результаті укрупнення сільських районів, Климівський район був приєднаний до Новозибківського району.

## Люди
В районі народилися:
- Московченко Костянтин Іванович (1914, Сачковичі — 2004) — український живописець.